# Помпея Плотина
Помпе́я Плоти́на (ок. 70 — 1 января 123) — жена римского императора Марка Ульпия Траяна.

## Биография
Происходила из рода Помпеев, была дочерью Луция Помпея. Родилась или в Немаусе (ныне Ним, Франция), или в Испании. Вышла замуж за Траяна в середине 80-х годов I века и с тех пор почти всё время была вместе с ним. В 96 году, когда Траяна усыновил император Нерва, находилась с мужем в Колонии Агриппины (современный Кёльн). После смерти в 98 году Нервы и приход к власти Траяна играла важную роль в налаживании отношений между императором и сенатом, провинциалами, другими группами. Добилась принятия законов, которые ограничили поборы со стороны наместников в римских провинциях. Также по её настоянию были созданы фонды для выплаты алиментов сиротам на территории Италии, защиты детей, брошенных при рождении. В 100 году сенат предоставил Помпее Плотине титул Августы.
Отношения между Траяном и Помпеей, как писали древние авторы, были хорошие, но прохладные. Плотина пыталась добиться передачи власти Адриану, который, по некоторым сведениям, был её любовником (в частности, Дион Кассий описывал их отношения как έροτική φιλία, но этому противоречат свидетельства других писателей (Плиния, Аврелия Виктора), которые, наоборот, писали о её безупречной нравственности и хорошем влиянии на императора). В 100 году Плотина добилась заключения брака между родственницей Траяна, Вибией Сабиной, и Адрианом, что приблизило последнего к власти, хотя Траян был против этого. В этом Плотине помог префект претория Публий Ацилий Аттиан. Сопровождала мужа во время его войны с Парфией в 115—117 годах, перед смертью Траяна добилась от него подписания указа об усыновлении Адриана и завещания о передаче последнему императорской власти, хотя, некоторым данным, эти бумаги были ей подделаны.
В период правления Адриана жила в Риме, пользуясь большим уважением и сохраняя влияние на государственные дела. После смерти была обожествлена, похоронена в колонне Траяна. В её честь Адриан приказал воздвигнуть храм в Риме и базилику в Немаусе.